# Heterocentron subtriplinervium
Heterocentron subtriplinervium là một loài thực vật có hoa trong họ Mua. Loài này được (Link & Otto) A. Braun & C.D. Bouché mô tả khoa học đầu tiên năm 1851.

## Hình ảnh

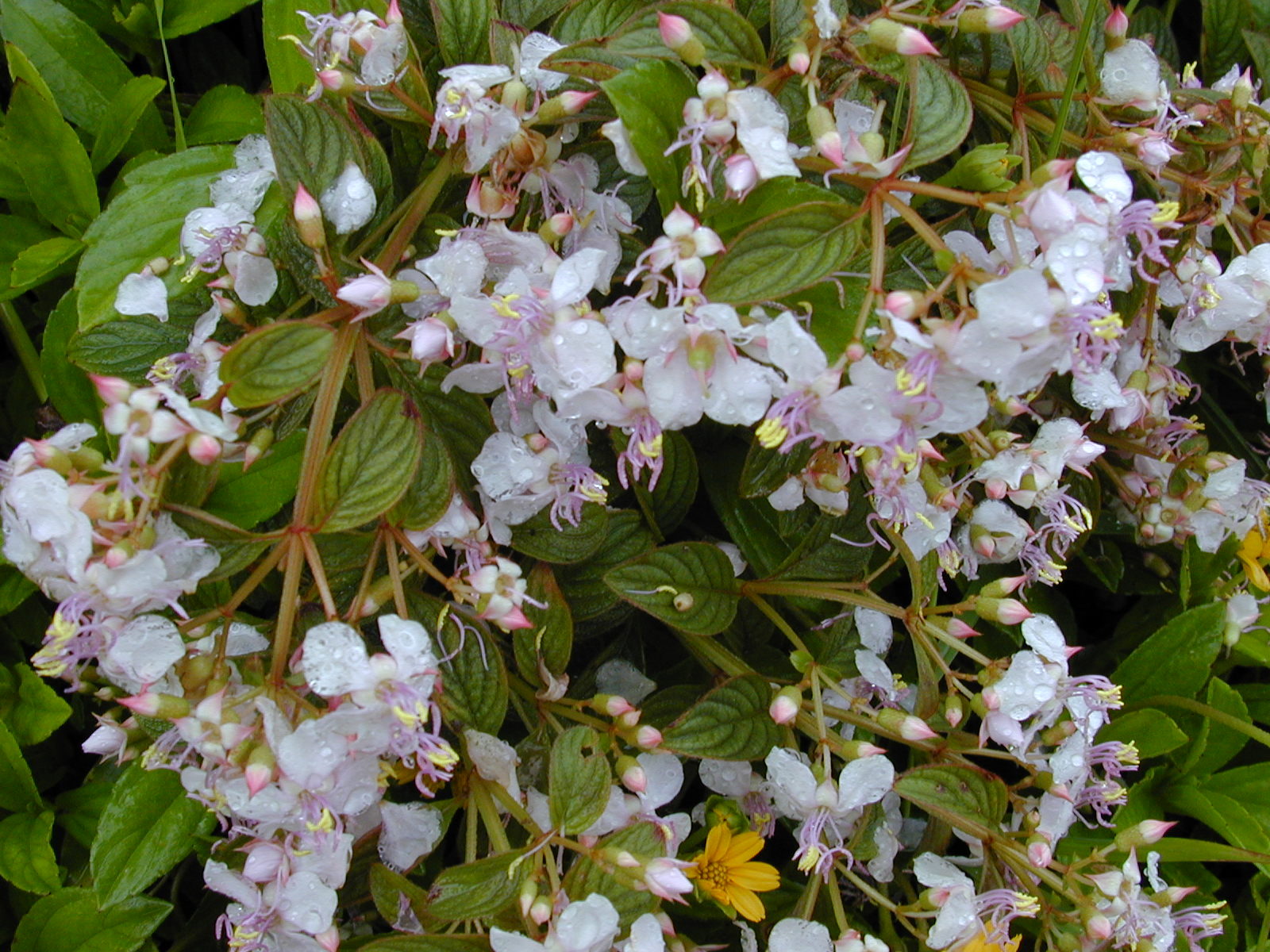
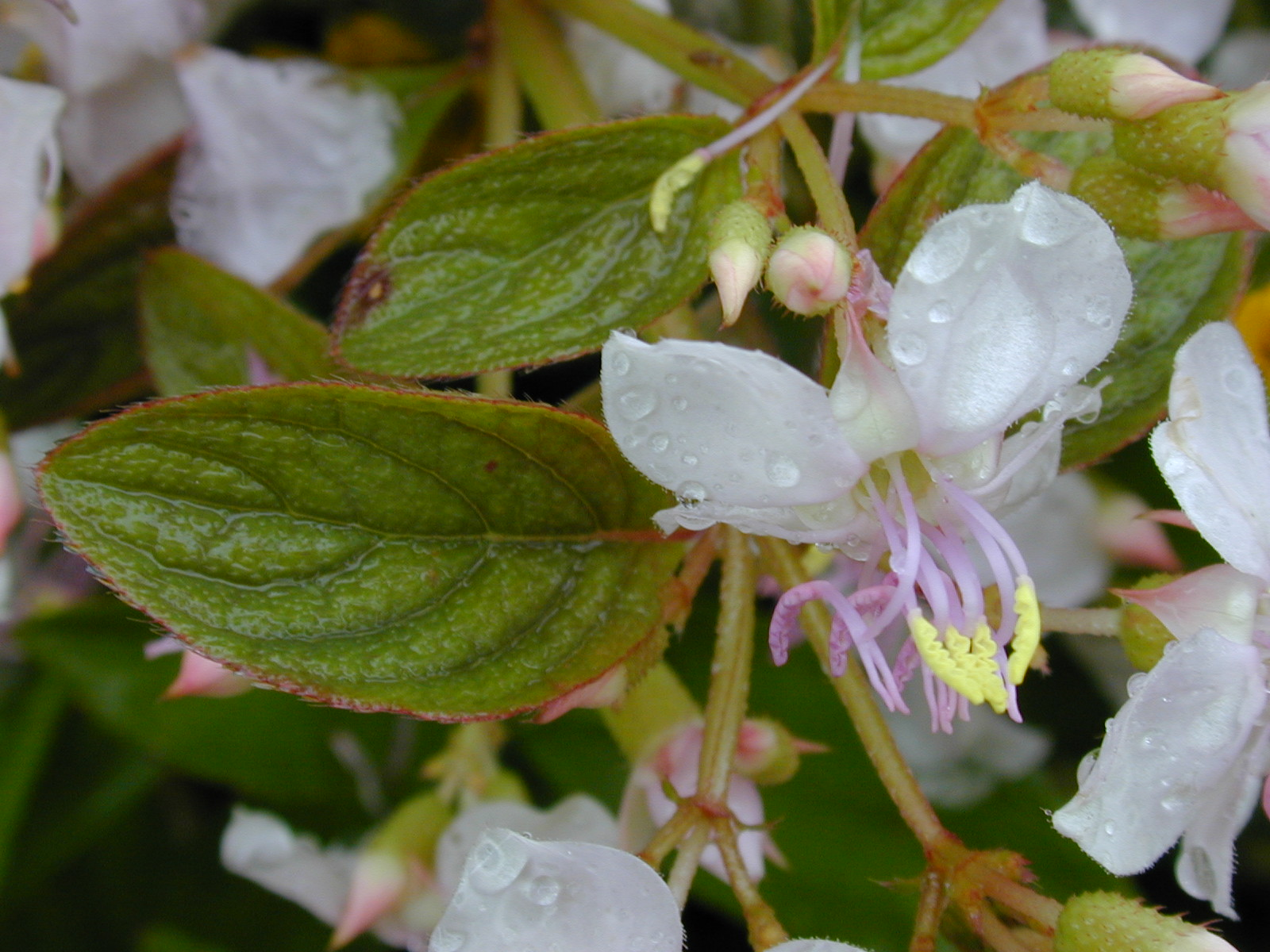
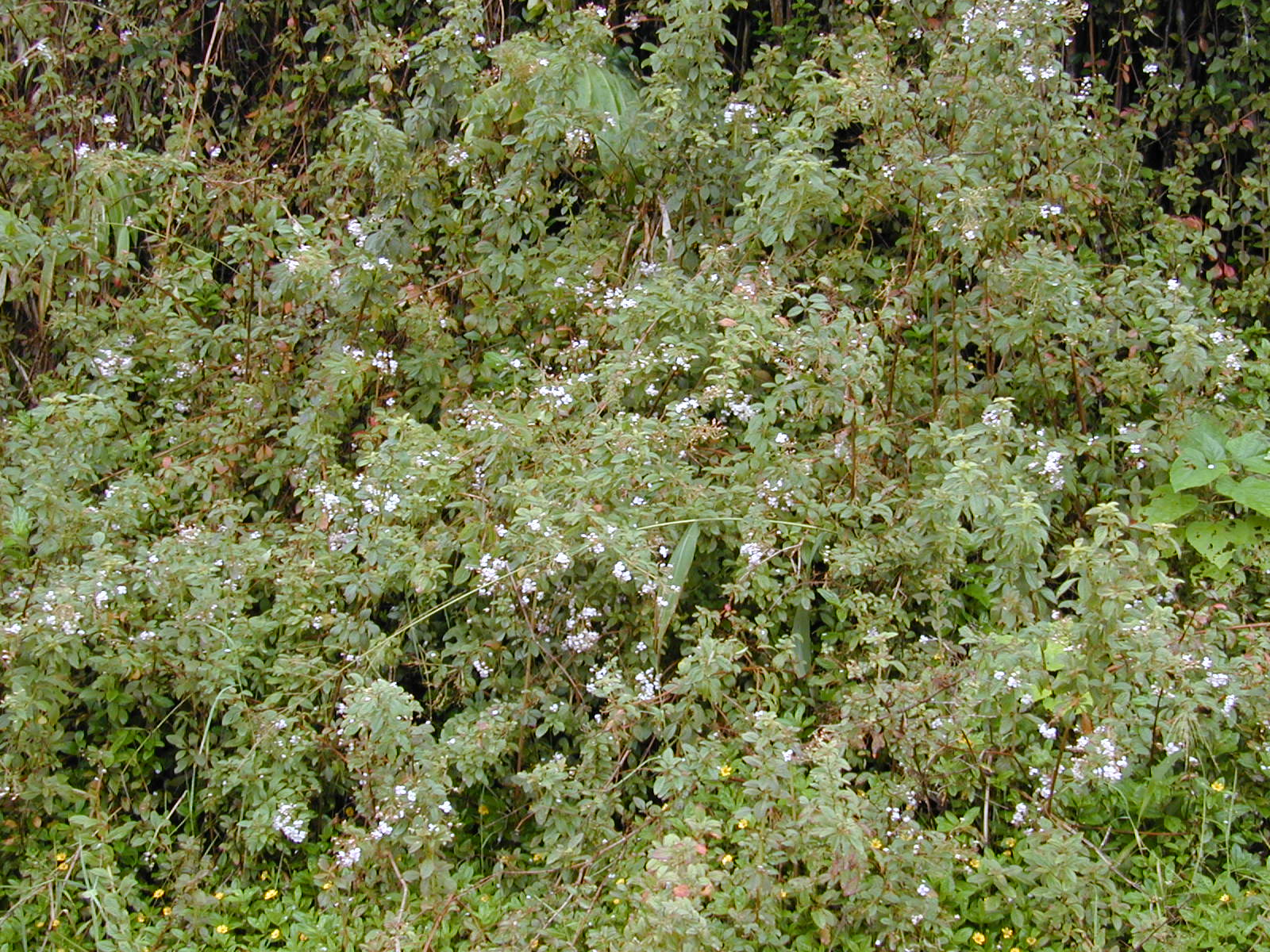
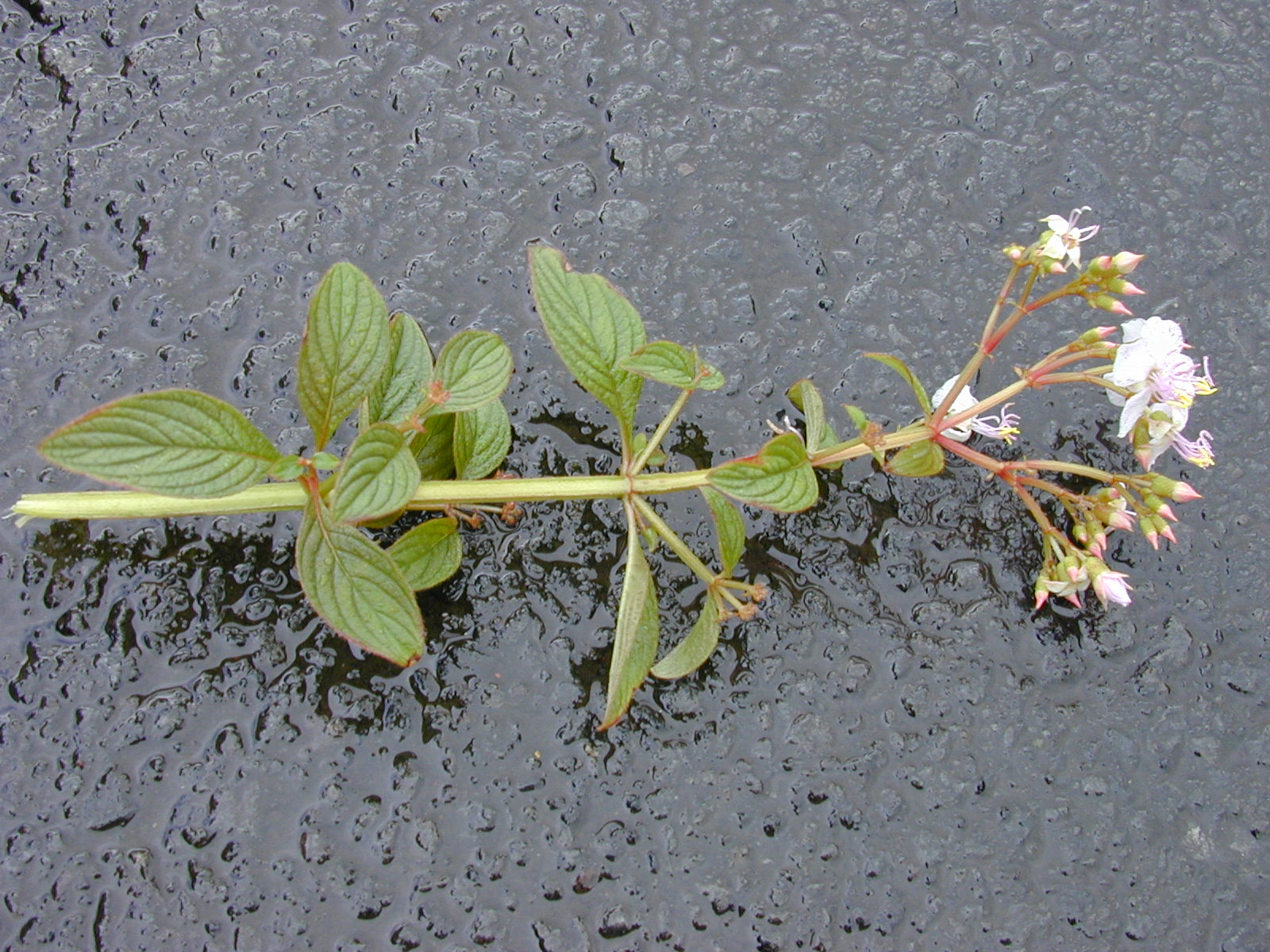